# Szabályzórúd

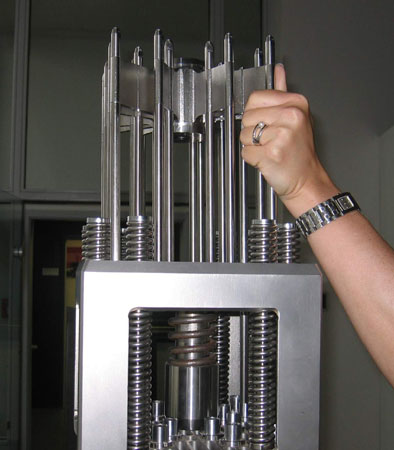
Nyomottvizes reaktor szabályzórúdjai a fűtőelemek felett

Az atomreaktorok szabályozása szabályozórudak segítségével történik. Ezek a rudak nagyon jó neutronelnyelő anyagból készülnek (bór, kadmium). A rudak mozgatásával megváltozik a neutronelnyelő anyag mennyisége az aktív zónában. A reaktor beindításakor a szabályozórudakat óvatosan kihúzzák. A teljesítmény növekedését a beépített neutronsugárzás-mérő műszerek jelzik. Amikor a reaktor elérte a kívánt teljesítményt, akkor a rudakat kicsit visszaengedik. Ekkor a teljesítmény növekedése megáll, a reaktor kritikus állapotban üzemel.

## A szabályozórudak fajtái
1. Biztonságvédelmi rudak, arra szolgálnak, hogy a reaktort veszély esetén gyorsan le lehessen állítani. Ezek a rudak üzemelés közben teljesen ki vannak húzva.
2. Durva szabályozórudak, a kiégés, mérgeződés és tenyésztés következtében beálló reaktivitásváltozásokat egyenlítik ki. A reaktivitásváltozások kiegyenlítésének másik eszköze, hogy a reaktor hűtőközegébe neutronelnyelő anyagot juttatnak, többnyire bórsavat, és a szabályozás során a bór koncentrációját változtatják. A Paksi Atomerőműben is bórsavat használnak durva szabályozásra.
3. Finom szabályozórudak a reaktor teljesítményét folytonos szabályozással állandó értéken tartják.